# 久岡克佳
久岡 克佳（ひさおか かつよし、1939年（昭和14年）3月11日 - 2014年（平成26年）4月5日）は、日本の実業家。大阪府大阪市中央区出身。元ノヴィル社長。
徳島県立城南高等学校、明治大学商学部卒業。父はノヴィル先代社長の久岡國市。長男はアクサス社長の久岡卓司。次男は現在のノヴィル社長である久岡征司。

## 経歴
大阪府大阪市中央区（旧東区）生まれ。1957年、徳島県立城南高等学校卒業。1961年、明治大学商学部卒業。同年、徳島県徳島市に本社を置くミリオン商事（現在のノヴィル）に入社。
1972年、ミリオン商事の社長に就任。同社の店舗を徳島県外に拡大し、スポーツ用品店「アレックス」、ドラッグストア「チャーリー」といった流通事業や飲食事業、車販売など経営の多角化を進め、総合レジャー企業に育てた。
2007年よりノヴィル会長に就任。また徳島ヴォルティス取締役を務めた。
2014年（平成26年）4月5日、心不全のため徳島市伊賀町の自宅で死去、享年75歳。

## 著書
- 『共に、未来へ 久岡克佳回顧録』（2014年6月、ノヴィル）